# Glyphis glyphis
Glyphis glyphis, comummente conhecida como tubarão-dente-de-lança, é uma espécie muito rara de tubarão de água doce, do género Glyphis. Não se sabe muito sobre esta espécie, embora se creia que habite em águas costeiras e marés de rios tropicais no norte da Austrália e Nova Guiné.

## Taxonomia
O tubarão-dente-de-lança foi descrito originalmente pelos biólogos alemães Johannes Peter Müller e Friedrich Gustav Jakob Henle no livro Systematische Beschreibung der Plagiostomen (1839–1841) (Descrição sistemática dos plagiostomas) como Carcharias (Prionodon) Glyphis. A descrição foi baseada numa espécime fêmea imatura de 1 metro de comprimento, em localização não-identificada, mas que possivelmente terá sido no Oceano Índico ou no Mar do Sul da China. Em 1843, o zoólogo suíço Louis Agassiz propôs o novo género Glyphis para esta espécie e um parente fóssil da Grã-Bretanha, o Glyphis hastalis. No entanto o uso do género Glyphis para tubarões de água doce não foi aceitável até à revisão de Jack Garrick aos tubarões Carcharhinus.

## Etimologia
O nome «glyphis» provém do grego antigo e  significa «faca», por alusão aos dentes pontiagudos deste animal.

## Aparência
Os tubarões-dente-de-lança têm dentes similares às pontas de lanças, daí a origem do nome. Têm uma coloração cinzenta com um tom escuro ou claro no dorso. O focinho é longo e arredondado e a cabeça é achatada. Têm olhos pequenos e arredondados. 
É uma espécie de tubarão de dimensões relativamente pequenas, sendo que os machos mediem aproximadamente 100 cm, ao passo que as fêmeas conseguem chegar aos 180 cm. Contudo, houve alguns cientistas que, depois de analisarem a mandíbula de alguns espécimes, especularam que o tubarão-dente-de-lança possa chegar a medir entre 2 a 3 metros de comprimento.

## Distribuição e habitat

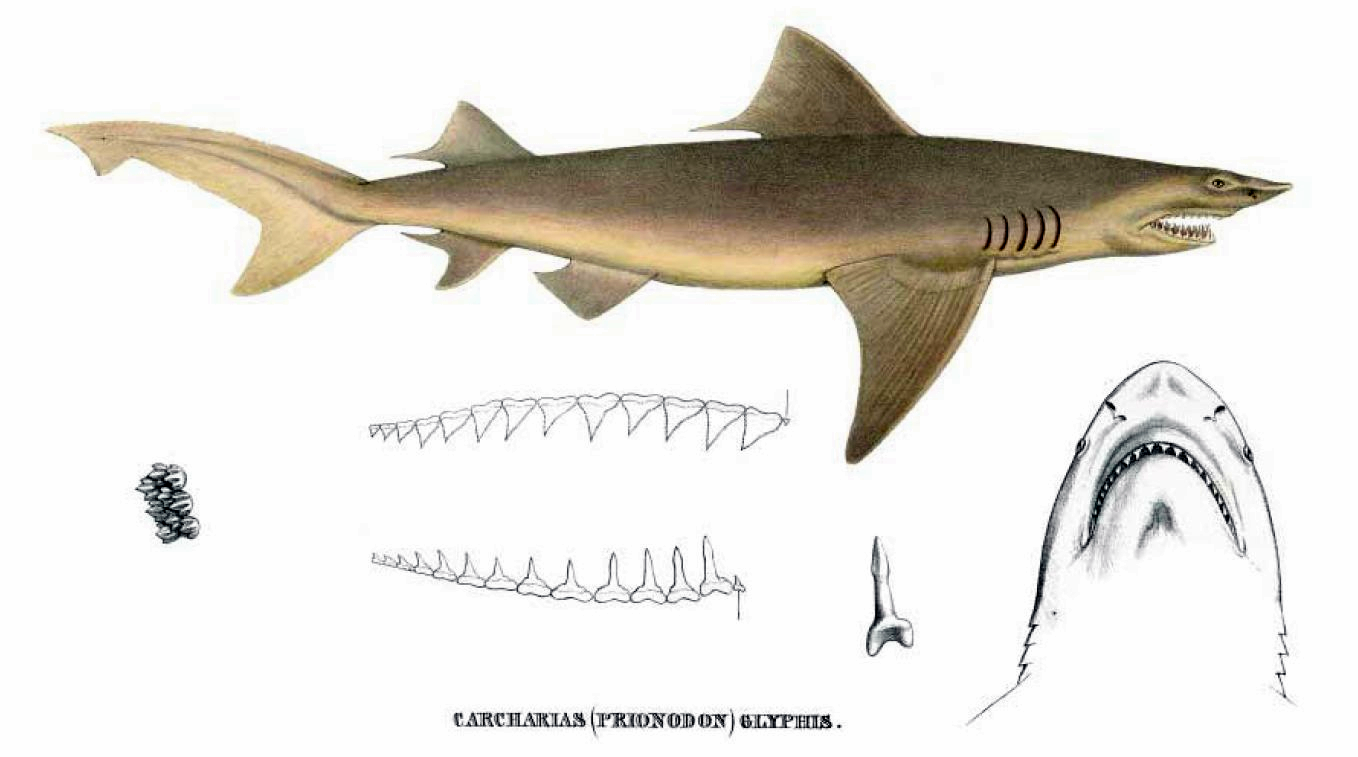
Descrição original do tubarão-dente-de-lança por Johannes Peter Müller e Friedrich Gustav Jakob Henle em 1839, primeiramente nomeado como "Carcharias (Prionodon) Glyphis".

Os tubarões-dente-de-lança habitam águas marinhas costeiras e marés de grandes rios tropicais no norte da Austrália e Nova Guiné de temperaturas elevadas. É um tubarão de água doce muito raro, sendo que o primeiro exemplar alguma vez filmado foi capturado por Jeremy Wade em 2012.

## Estado de conservação
Os tubarões-dente-de-lança correm um sério risco de extinção, foram considerados como espécie em perigo pela União Internacional para a Conservação da Natureza (IUCN) desde 2009. Resultado disso: são vítimas de pesca e comercialização dos humanos. A população dessa espécie é estimada em cerca de 2500 indivíduos.